# Chapelle Saint-Louis d'Alfortville
La chapelle Saint-Louis d'Alfortville, dite Chapelle du Pont d'Ivry est un lieu de culte catholique situé rue Charles-de-Gaulle dans la commune d'Alfortville.

## Historique
À cet endroit se trouvait probablement une chapelle du pont d'Ivry, bâtiment provisoire en matériaux légers.
Entre 1936 et 1938, l'Œuvre des Chantiers du Cardinal fait construire cet édifice par Charles Venner, architecte de nombreuses autres églises en région parisienne.
Sa pastorale est confiée à la Mission de France en 1947.

## Description
C'est un édifice à nef unique, en béton et en brique, qui s'élève sur une charpente en fer à caissons sur poteaux en taillis coulés en béton. Cette nef est terminée par un chevet plat.
En façade se trouve une tour-clocher, fermée d'abat-sons et couverte d'un toit en bâtière. 
Le porche est surmonté d'une statue de Saint Louis, œuvre du sculpteur Georges Serraz
Elle figure à l'inventaire général du patrimoine culturel.

## Paroisse
Elle est concédée à l'Église maronite, en pleine communion avec le Saint-Siège, c'est-à-dire avec le pape, évêque de Rome.

## Galerie

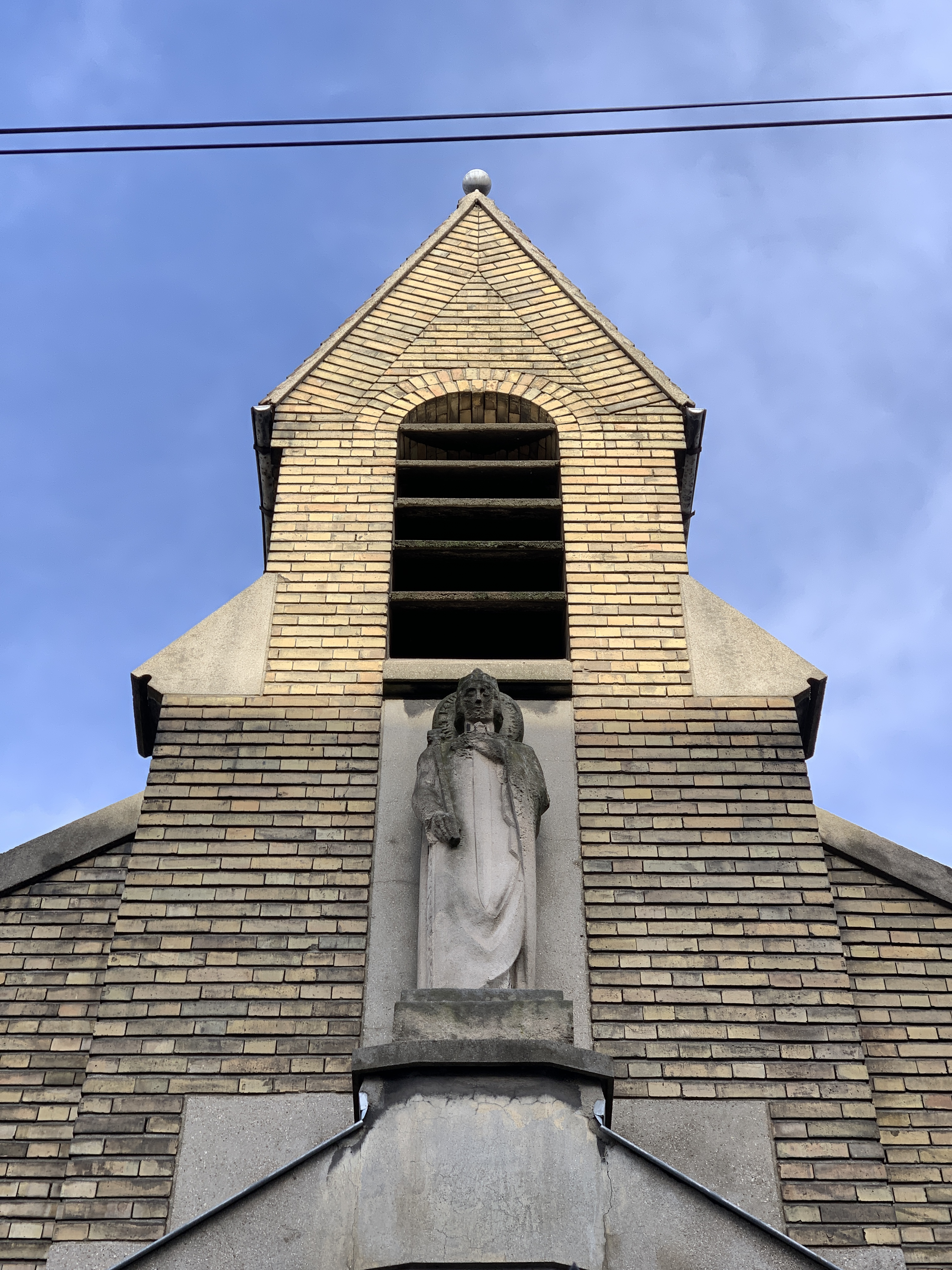
Clocher
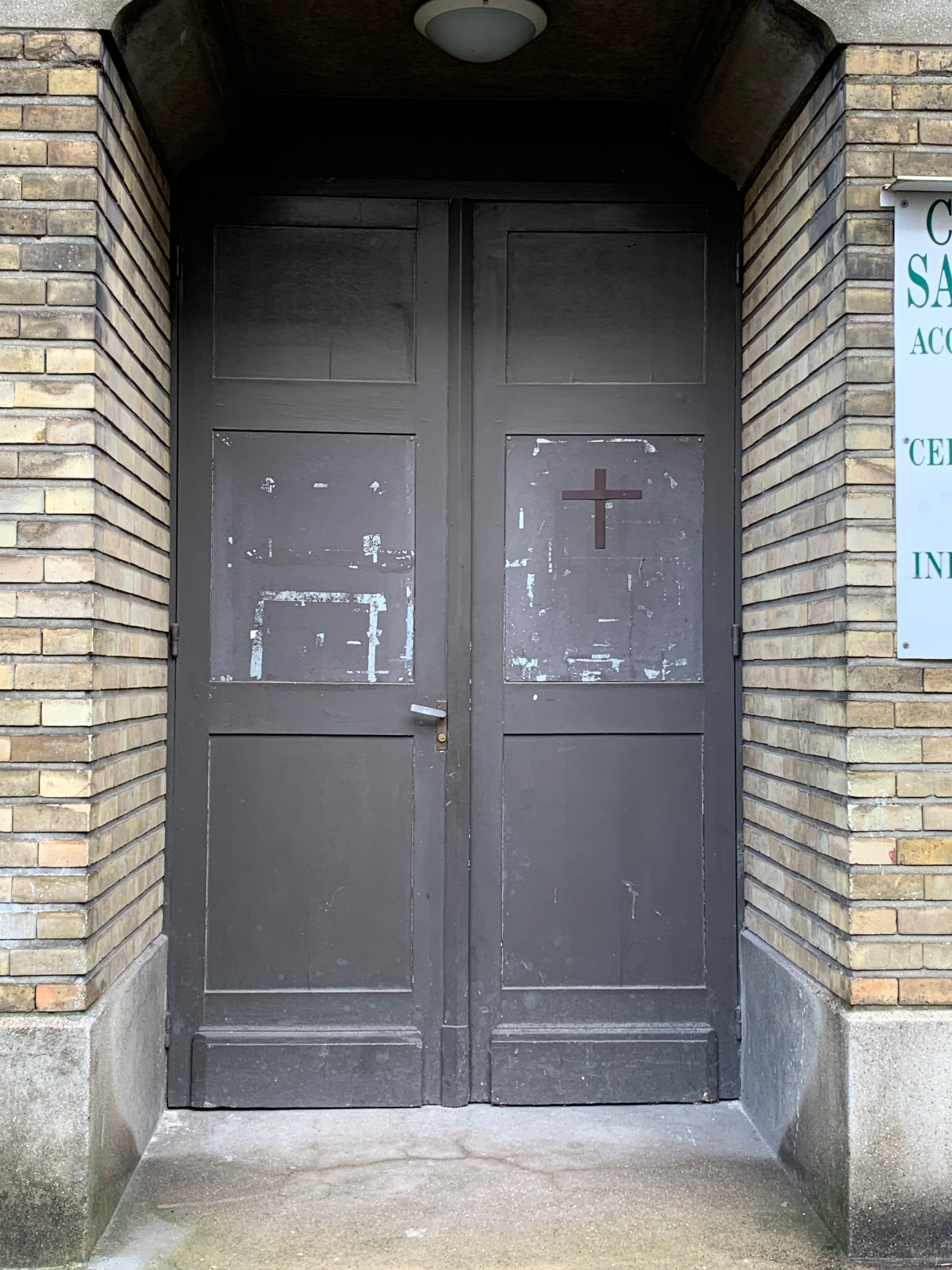
Porte